# Suberanthus nipensis
Suberanthus nipensis är en måreväxtart som beskrevs av Attila L. Borhidi och M.Fernández Zeq.. Suberanthus nipensis ingår i släktet Suberanthus och familjen måreväxter. Inga underarter finns listade i Catalogue of Life.